# Sonate pour violoncelle et piano (Borodine)
 (août 2019).
Si vous disposez d'ouvrages ou d'articles de référence ou si vous connaissez des sites web de qualité traitant du thème abordé ici, merci de compléter l'article en donnant les références utiles à sa vérifiabilité et en les liant à la section « Notes et références ».
Pour les articles homonymes, voir Sonate pour violoncelle et piano.
La Sonate pour violoncelle et piano d’Alexandre Borodine est une œuvre de musique de chambre composée à Heidelberg en 1860, dédiée à Frau Stuzmann, une pianiste de renom, tandis  que la partie de violoncelle était destinée au compositeur lui-même.
De tonalité principale si mineur, elle comprend trois mouvements, qui constituent un ample développement du thème lapidaire du deuxième mouvement de la sonate pour violon seul en sol mineur BWV 1001 de Jean-Sébastien Bach, compositeur auquel Borodine vouait beaucoup d'admiration. Cette pièce est d'une grande virtuosité pour les deux instruments, qui ont chacun leur place (équilibre des rôles). Borodine se révèle aussi avoir beaucoup d'inspiration, russe ou non, comme le montre l'incroyable diversité de thèmes, dans une pièce que l'on pourrait croire empirique du fait qu'il s'agit d'une variation sur un thème préexistant. La sonate est parfois considérée comme le fondement de la littérature russe pour violoncelle.
Cette partition a été redécouverte inachevée. Le musicologue Michael Goldstein l'a complétée en en composant un tiers, « d'après les fragments de manuscrit et dans le style de Borodine », dit-il. Elle a  été publiée en 1982. Le tout est très homogène : il est impossible de différencier les passages écrits par Borodine de ceux qui ne le sont pas.

## Structure de l'œuvre
Le premier mouvement, Allegro, est composé de la manière suivante :
- le thème A et motif principal (repris de Bach) est exposé sans introduction préalable, forte, si mineur, de manière résolue ; les deux instruments jouent à  l'unisson. Il est immédiatement développé dans un dialogue qui révèle la maîtrise de Borodine de l'art contrapuntique et une grande connaissance de la musique de chambre
- le thème B est joué par le violoncelle mezzo-forte dolce, tandis que le piano l'accompagne avec des arpèges. Ce thème n'a que peu de lien avec le A ; il est pleinement expressif, dans un style tout à fait romantique. Cependant, le piano ne tarde pas à revenir à l'ostinato mélodique
- une brève transition amène un troisième thème (C) au violoncelle, en ré majeur. Il marque un apaisement après une première partie très mouvementée; même s'il est directement issu du thème A, il est empreint d'un fort caractère russe
- suit une sorte de marche (thème D) très vive dans laquelle les deux instruments font preuve de verve et de fougue, et qui introduit une cadence en la majeur.
- sans préambule, à la surprise de l'auditeur, la composition reprend avec violence le thème A, en ré mineur, tonalité très éloignée de la tonalité initiale; lui succède le même développement qu'au début de la pièce; mais le retour du thème D conduit à une cadence brillante, en ré majeur
- une courte réminiscence du thème C annonce le retour du thème A, en si mineur, plus brillant que jamais, qui clôt l'œuvre magistralement.

Le deuxième mouvement est une pastorale, forme rare dans les sonates. Le tempo, andante dolce, indique que le mouvement remplace le mouvement lent traditionnel. Un premier thème, en fa majeur, chantant, qui est empreint de la même rêverie que dans le Notturno du quatuor à cordes n°2, est échangé par les instruments et développé. La partie centrale est dans un ton différent : le violoncelle expose un thème agité (si bémol mineur) qui parcourt sa tessiture sur un accompagnement syncopé du piano. Ce dernier se met ensuite à évoquer le leitmotiv de Bach. Une conclusion éclatante du piano introduit un récitatif du violoncelle, puis c'est le retour du thème pastoral.
Le troisième mouvement s'ouvre en guise d'introduction sur un maestoso (majestueux), joué fortissimo : c'est le thème A du premier mouvement. Il est immédiatement suivi d'un nouveau thème A', presto en ré majeur à 3/8, qui est une majorisation dansante et rythmée du thème A. Les deux instruments s'échangent des répliques allègres et endiablées, qui fusent de tous côtés. Soudain apparaît une transition martiale qui débouche sur un nouveau thème E (si majeur, meno mosso) que joue le piano seul; il est composé d'accords à la main droite qui esquissent le chant, accompagnés à la main gauche de formules d'arpèges éclatées légèrement discordantes. Le thème est repris par le violoncelle, alors que l'on entend dans le lointain le piano, qui, en octaves, expose l'éternel thème A de Bach. Une transition più mosso très rythmique dans la tonalité de mi bémol majeur précède la réexposition du thème principal A'. Suit à nouveau le thème E, mais cette fois-ci en fa majeur, dans son intégralité. Y succède un più animato en doubles croches effrénées, suivi du retour impromptu et surprenant du thème B expressif. Après un nouveau maestoso, et une courte coda en si majeur, le thème de Bach clôt triomphalement un mouvement haut en couleur.